# Cicia

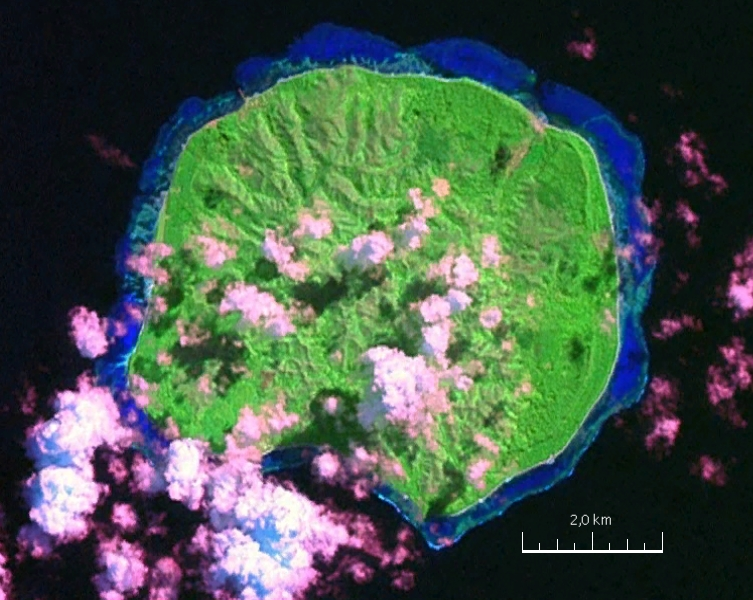
Satellitbild över Cicia

Cicia är en av Lauöarna i Fiji, och tillhör närmare bestämt Norra Lauöarna. Ön är en vulkanö och består av korall. Den är 34 kvadratkilometer stor.
Cicia är bebodd och har en flygplats. Fågeln Gymnorhina tibicen eller flöjtfågel introducerades på ön för att kontrollera skadedjur som gick på kokosnöt och är numera endemisk på ön.